# Kim Kyung-ah
Kim Kyung-ah (kor. 김경아, ur. 25 maja 1977 w Daejeon) – koreańska tenisistka stołowa, dwukrotnie brązowa medalistka olimpijska i trzykrotna medalistka mistrzostw świata. 
Największym jej sukcesem jest brązowy medal olimpijski z Aten w grze pojedynczej kobiet. Cztery lata później, podczas igrzysk olimpijskich w Pekinie zdobyła brąz drużynowo. Jest również trzykrotną brązową medalistką mistrzostw świata w grze podwójnej (2007, 2009, 2011) w parze z Park Mi-young i ćwierćfinalistką w grze pojedynczej na mistrzostwach świata w Zagrzebiu (2007).